# Боязнь мишей і щурів

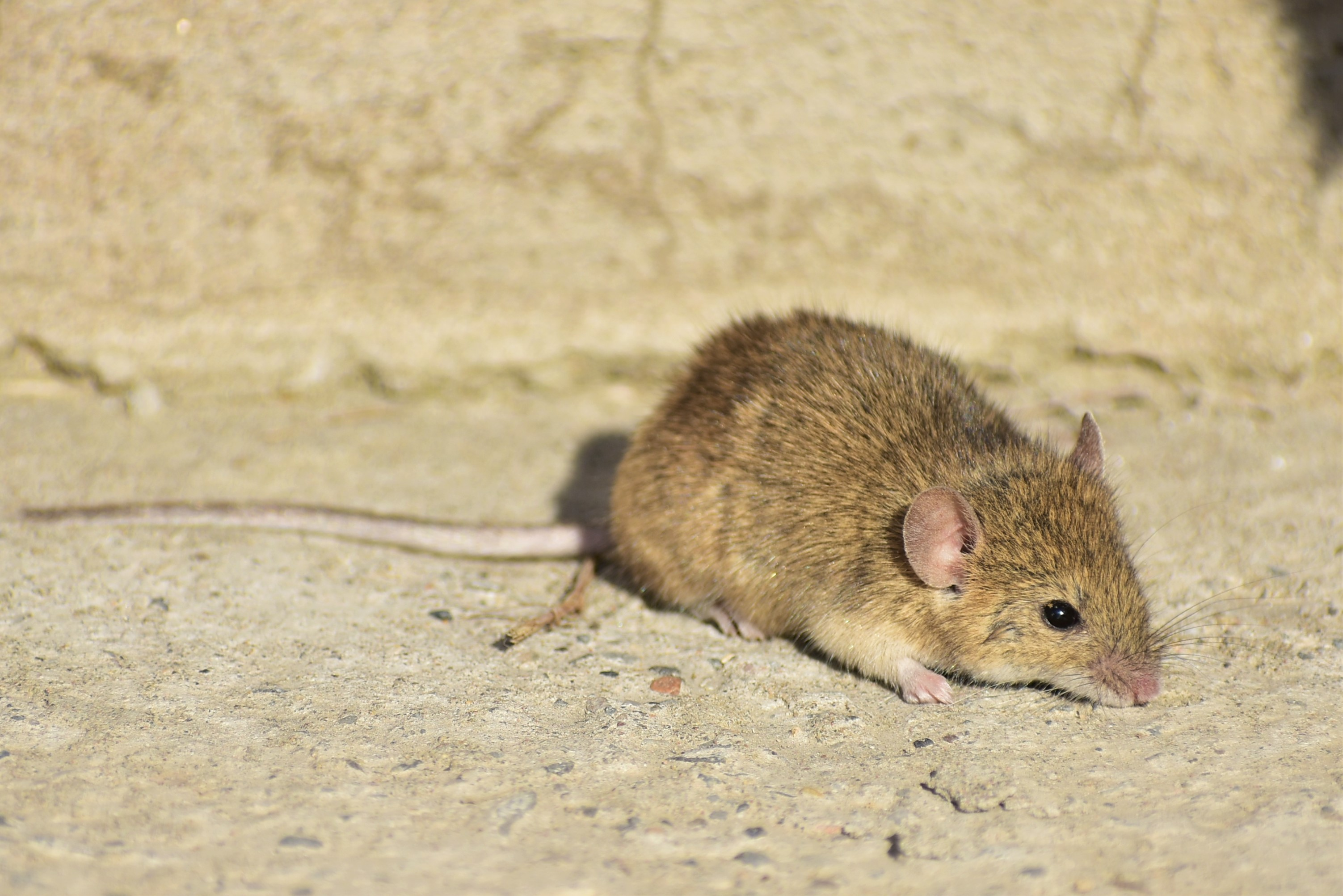
Хатня миша (Mus musculus).

Боязнь мишей і щурів - одна з найпоширеніших специфічних фобій . Його іноді називають мусофобією (від грецького μῦς « миша ») або мурофобією (від таксономічного прикметника «мишачий» для сімейства Muridae, що охоплює мишей і щурів, а також латинського mure «миша/щур»), або як суріфобія, від французького souris, «миша».
Фобія, як необґрунтований і непропорційний страх, відрізняється від розумного занепокоєння щодо щурів і мишей, які заражають запаси їжі, яка потенційно може бути універсальною для всіх часів, місць і культур, де зберігається зерно приваблює гризунів, які потім споживають або забруднюють запаси їжі.

## Причина
У багатьох випадках фобічний страх перед мишами є соціально спричиненою умовною реакцією, яка поєднується (і виникає в) реакцією переляку (реакцією на несподіваний стимул), поширеною у багатьох тварин, включаючи людей, а не справжнім розладом. У той же час, як це зазвичай буває при специфічних фобіях, випадковий переляк може викликати аномальну тривогу, яка потребує лікування.

## Лікування
Страх перед мишами можна лікувати будь-яким стандартним лікуванням специфічних фобій. Стандартним лікуванням анімофобії є систематична десенсибілізація, яку можна проводити в кабінеті або під гіпнозом. Деякі клініцисти використовують комбінацію обох підходів до десенсибілізації під час лікування. Може бути корисно заохочувати пацієнтів відчувати деякі позитивні асоціації з мишами: стимул, який викликає страх, поєднується з позитивним, а не постійно підкріплюється негативним. 

### Слони і миші
Існує поширене у народі повір'я, що слони бояться мишей. Найбільш рання згадка про це твердження, ймовірно, належить Плінію Старшому в його «Натуральній історії», книга VIII. За перекладом Філемона Холланда (1601): «З усіх інших живих істот вони [слони] не терплять миші чи щура». Численні зоопарки та зоологи показали, що слонів можна змусити не реагувати. Руйнівники міфів провели експеримент, під час якого кілька слонів справді намагалися уникнути миші, показуючи, що таке переконання може мати певні підстави. Незважаючи на це, слонофобія залишається основою різноманітних жартів і метафор. У класичній настільній грі Dou Shou Qi Щур вбиває слона, а в кількох виданнях книги правил згадується, що Щур заповзає у вуха слона, щоб прогризти його мозок. Це вважається народною казкою. 

### Покровителя
Гертруда з Нівеля є покровителькою мурофобії, її також закликають проти щурів і мишей взагалі. 

## У масовій культурі

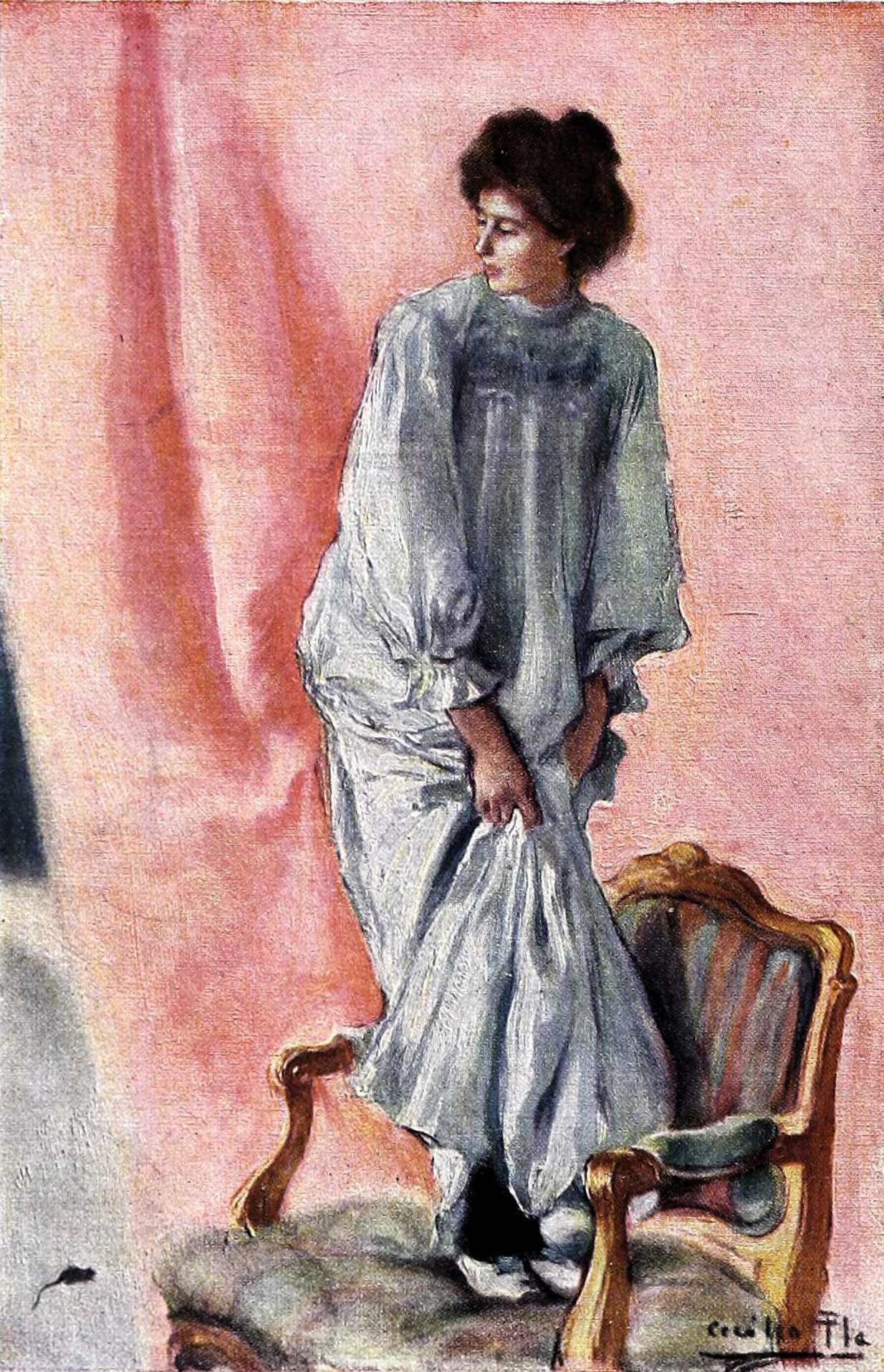
Жінка, що демонструє музофобію

Перебільшений, фобічний страх перед мишами та щурами традиційно зображується як стереотипна риса жінки, у численних книгах, мультфільмах, телешоу та фільмах зображується, як жінки кричать і стрибають на стільці чи столи при вигляді миші. Незважаючи на таке зображення, мурофобію завжди відчували особи обох статей. Однак жінки вдвічі частіше, ніж чоловіки, страждають від специфічних фобій, таких як музофобія. 
- У романі Джорджа Орвелла «1984» головний герой Вінстон Сміт сильно боїться щурів. Прив’язати клітку з голодними щурами до його обличчя — це техніка, яка використовується, щоб змусити його залучити свою коханку до мислезлочинів.
- У серіалі «Сайнфельд» Френк Костанца сильно боїться мишей. В епізоді « Плащі, частина 2 » Френк погрожує перенести будинки після того, як Джордж припускає, що в їхньому будинку можуть бути миші. У тому самому епізоді Крамер також боїться мишей.
- У книзі «Індіана Джонс і останній хрестовий похід» описано, що доктор Джонс-старший «до смерті боїться» щурів.
- Головний персонаж із серіалу «Дораемон» боїться мишей через те, що йому миші відкусили його роботизовані вуха через помилковий наказ Севаші, як описано в короткометражному фільмі 1995 року «2112: Народження Дораемона» .
- Втілення принцеси Зельди з The Legend of Zelda: Spirit Tracks завмре від страху, якщо її зустрінуть щури.
- Мадам Медуза, головна антагоністка діснеївського фільму « Рятувальники » (1977), екранізації дитячих романів Марджері Шарп, страждає від надзвичайної музофобії, впадаючи в істерику після зустрічі з головними героями фільму, парою дружніх мишей, намагаючись захистити себе. стрибаючи на стілець і стріляючи з рушниці . За іронією долі, її набагато більш загрозливі домашні тварини -крокодили навряд чи викликають у неї занепокоєння.
- Tin Top з Roary the Racing Car продемонстрував мусофобію в епізоді «Tin Top Gets Scared».
- Індієць Джо боїться мишей і щурів в аніме 1995 року «Пригоди Гека і Тома в Міссісіпі ».
- У відеогрі Donkey Kong Country 3: Dixie Kong's Double Trouble! Еллі боїться щурів і мусить кидати в них бочку. Крім того, існує рівень під назвою «Спринт у паніці», який зосереджений на її страху перед щурами; на початку рівня ви перетворюєтеся на Еллі, щоб вас налякали кілька щурів, що змушує Еллі безперервно прокладати собі шлях через рівень.
- Кривавий спорт, зображений у «Загоні самогубців», боїться щурів, що багато разів використовується для комедійного ефекту.
- Лофті, великий синій антропоморфний мобільний кран із франшизи Боб Будівельник, відомий тим, що боїться мишей. Цей страх був настільки сильним, що він мчав назад у двір, перебуваючи в далекому полі. Однак наступні постановки повністю знімають цей страх.
- У Том і Джеррі: Ковбой вгору! Бентлі боїться мишей, у тому числі Джеррі Мауса та Таффі.